# 사일러스 위어 미첼 (배우)
사일러스 위어 미첼(Silas Weir Mitchell, 1969년 ~ )은 미국의 배우이다.

[출연작]
CSI마이애미 시즌2 15화 ”파파라치의 죽음“의 랄프 더스트 역